# Pomortsier
Pomortsier är samlingsnamnet på en heterogen riktning gammaltroende kristna med rötter i den Rysk-ortodoxa kyrkan, som man menar avföll från den sanna ortodoxa läran då den 1652 anpassade gudstjänstordningen till grekisk-ortodox liturgi.
1694 grundade munkarna Daniil Vikulin och Andrej Denisov ett munkkloster vid floden Vyg i Karelen (Pomorien) som i århundraden kom att utgöra ett andligt centrum för gammaltroende. 
Eftersom den enda sanna kyrkan gått under 1652 menade man att det inte fanns någon som hade rätt att förrätta vigslar eller andra sakrament.
Under 1830-talet bröt mindre strikta nypomortsier med denna och annan gammal praxis.
Sedan viss religionsfrihet 1905 utropats i Kejsardömet Ryssland kunde man registrera sig om kyrklig organisation. Kyrkomöten hölls 1909 och 1912.
Under sovjettiden kom man åter att förföljas och pomortsiska exilförsamlingar bildades på flera platser.
Idag finns gammalpomortsiska ortodoxa församlingar i bland annat Ryssland, de baltiska staterna, Vitryssland, Ukraina, Polen, Brasilien och USA.